# Nia DaCosta
Nia DaCosta (Nova Iorque, 8 de novembro de 1990) é uma roteirista e diretora norte-americana. Escreveu e dirigiu o thriller policial Little Woods (2019), vencedor do Prêmio Nora Ephron, no Festival de Cinema de Tribeca. Além desse, também dirigiu Candyman, lançado em 2021. Em agosto de 2020, foi contratada para dirigir The Marvels, tornando-se a diretora mais jovem a dirigir um filme da Marvel.

## Biografia
Nia DaCosta nasceu em 8 de novembro de 1990, no Brooklyn, Nova York e foi criada no Harlem.
Sempre soube que queria ser escritora, mas só depois de assistir a Apocalypse Now (1979) é que se interessou por cinema. Isso levou DaCosta a pesquisar filmes dos anos 1970, onde encontrou inspiração em diretores como Martin Scorsese, Sidney Lumet, Steven Spielberg e Francis Ford Coppola. Citando Scorsese como sua principal inspiração, DaCosta se matriculou em sua alma mater, a New York University Tisch School of the Arts, onde o conheceu enquanto trabalhava como assistente de produção de TV.
Depois de terminar a escola e trabalhar como assistente de produção de TV, DaCosta desenvolveu o roteiro de Little Woods, que foi um dos 12 projetos escolhidos para o Laboratório de Roteiro e Direção de Sundance em 2015. O filme foi financiado por meio do Kickstarter, com a ajuda de 72 apoiadores que levantaram US$ 5.100.
Em 2018, DaCosta foi escolhida para dirigir o que foi descrito como uma "sequência espiritual" de Candyman (1992). O filme está sendo produzido através da Monkeypaw Productions por Jordan Peele, que cita o original como "um marco para a representação negra no gênero terror".
Em agosto de 2020, DaCosta foi contratada para dirigir The Marvels, a sequência de Captain Marvel (2019), que está programado para ser lançado em 28 de julho de 2023. Este será o primeiro filme da Marvel dirigido por uma mulher afro-americana.
Nia DaCosta revelou uma ligação familiar a Portugal: “O meu bisavô era português, pescador” (em entrevista ao Jornal de Notícias, a 9 de Novembro de 2023), .

## Filmografia

### Cinema
| Ano  | Título       | Diretora | Roteirista | Notas                                       |
| ---- | ------------ | -------- | ---------- | ------------------------------------------- |
| 2018 | Little Woods | Sim      | Sim        |                                             |
| 2021 | Candyman     | Sim      | Sim        | Co-escrito com Jordan Peele e Win Rosenfeld |
| 2022 | The Marvels  | Sim      | Não        | Pós-produção                                |

### Televisão
| Ano  | Título     | Notas                                                   |
| ---- | ---------- | ------------------------------------------------------- |
| 2019 | Top Boy    | Episódios: "Bonfire Night" e "Smoke Gets in Your Hands" |
| 2022 | Ms. Marvel | Episódio: "No Normal"; cena do meio dos créditos        |

### Curtas
| Ano  | Título                   | Diretora | Roteirista | Produtora | Notas          |
| ---- | ------------------------ | -------- | ---------- | --------- | -------------- |
| 2009 | The Black Girl Dies Last | Sim      | Sim        | Não       | Também atriz   |
| 2013 | Night and Day            | Sim      | Não        | Sim       | Também editora |
| 2014 | Celeste                  | Não      | Sim        | Não       |                |
| 2014 | Livelihood               | Não      | Sim        | Não       |                |